# El caso del collar
El caso del collar (en el francés original, L'Affaire du Collier) una historieta creada en 1965 y 1966 por el autor belga Edgar Pierre Jacobs, la séptima de su serie Blake y Mortimer.

## Trayectoria editorial
Al igual que las otras aventuras de Blake et Mortimer, El caso del collar se publicó por entregas en el seno de "Le Journal de Tintin" entre 1965 y 1966, recopilándose el año siguiente en forma de álbum.
En España, esta historieta fue publicada directamente en formato álbum, en 1986 por Ediciones Junior, luego por Norma Editorial y finalmente por el diario "El País".

## Argumento
Blake y Mortimer se encuentran en París para interrogar a Olrik, que fue detenido en anteriores historietas de la serie. Justo en esos días hay un enorme revuelo debido a que Sir Williamson, un rico inglés, ha encontrado el collar de la reina María Antonieta. Tras su restauración por parte del joyero Duranton, Williamson pretende regalar el collar a la reina Isabel II de Inglaterra. Esto provoca el obvio enfado de los franceses, quienes consideran que el collar pertenece a Francia por derecho. 
Cuando Blake y Mortimer se dirigen al cuartel para interrogar a Olrik se encuentran con un embotellamiento enorme en la carretera, y les sorprende ver al comisario Pradier allí. Se bajan del taxi en el que viajaban y cuando pueden hablar con Pradier este les cuenta que Olrik se ha fugado. Mortimer piensa que ha sido gracias a que en el embotellamiento y gracias a la ayuda de sus cómplices disfrazados de policías este pudo escapar por una alcantarilla. Esta teoría se confirma poco después. Entonces Blake y Mortimer deciden cancelar su regreso a Londres, pensando atrapar a Olrik.
Por otro lado acuden a la presentación del collar, el cual se encuentra en una cámara acorazada a prueba de bomba. Pero gracias a su hundimiento, provocado por el reventón de una tubería, Olrik puede robar el collar.
Así empieza una etapa en la que se suceden los telefonazos y las tentativas de secuestro del joyero Duranton, el que finalmente recibe un ultimátum: debe presentarse en un parque y dejar allí el verdadero collar ya, que por temor a un robo había dejado en la cámara acorazada una copia.
Duranton acude a la cita, pero la policía se entera de ello gracias a un pinchazo telefónico y va también. Sin embargo Duranton tiene tiempo de esconder el collar, aunque están a punto de atraparle. Entonces Olrik, aprovechando la confusión le secuestra para que le diga dónde está el collar. 
Los policías encuentran a Sharkey, lugarteniente de Olrik, y este les dice que el escondite de su coronel está en las catacumbas. Les lleva allí, aunque a la primera oportunidad escapa. Sin embargo los policías logran encontrar la guarida de Olrik y atacarla, aunque este último no se encontraba allí, yqa que había ido a buscar el collar (Duranton había confesado dónde se encontraba).
Tras detener a toda la banda y liberar a Duranton, que era prisionero, van en busca de Olrik. En el parque casi le detienen, pero logra huir con el collar, aunque por suerte se trataba de la copia que Duranton había facilitado a la policía. Así Olrik escapó, pero el collar quedó a buen recaudo en Francia (Williamson había cambiado de opinión) y la banda detenida.